# Mnium dimorphum
Mnium dimorphum là một loài Rêu trong họ Mniaceae. Loài này được Müll. Hal. mô tả khoa học đầu tiên năm 1879.